# Matthew Evans
Pour les articles homonymes, voir Evans.
Matthew Evans, baron Evans de Temple Guiting (7 août 1941 – 6 juillet 2016), est un homme politique britannique du parti travailliste.

## Jeunesse et carrière
Fils de l'écrivain, George Ewart Evans (1909–1988), il étudie à la Friends' School de Saffron Walden dans l'Essex, avant de poursuivre ses études à la London School of Economics, où il obtient un BSc. Econ.
Libraire jusqu'à l'âge de 23 ans, il devient éditeur chez Faber and Faber, promu directeur-général de l'entreprise (1971–1973) puis président. Élu Fellow de la Royal Society of Arts (FRSA) en 1990, Evans est également gouverneur du British Film Institute avant d'être nommé, en 1999, le premier président du Museums, Libraries and Archives Council.
Nommé Commandeur de l'Ordre de l'Empire britannique (CBE) en 1998, le 11 mai 2000, il est élevé à la pairie du Royaume-Uni, titré à vie baron Evans of Temple Guiting.
Whip du gouvernement de 2002 à 2007 dans la Chambre des lords, porte-parole du ministère des Affaires constitutionnelles à partir de 2003, le baron Evans est ensuite porte-parole du cabinet du Vice-Premier ministre, du département du Commerce et de l'industrie, du département du Travail et des retraites et du Trésor, avant de quitter le gouvernement en octobre 2007 pour rejoindre la banque suisse EFG International.

## Vie privée
Evans se marie avec Elizabeth Mead en 1966; ils divorcent en 1991, quand il épouse l'agent littéraire Caroline Michel. Evans a deux fils par sa première épouse, et deux fils et une fille par sa seconde épouse.
Le baron Evans est décédé le matin du 6 juillet 2016 après une longue maladie.